# Białe hełmy
Białe hełmy – brytyjski krótkometrażowy film dokumentalny z 2016 roku, opowiadający o codziennej działalności grupy ochotniczych ratowników syryjskiej obrony cywilnej, znanej również jako „białe hełmy”. Film wyreżyserował Orlando von Einsiedel, a wyprodukowała Joanna Natasegara.
Film otrzymał nagrodę za najlepszy krótkometrażowy film dokumentalny podczas 89. ceremonii wręczenia Oskarów.